# 里塞斯冰原島峰
76°31′S 144°17′W / 76.517°S 144.283°W
里塞斯冰原島峰（英語：Recess Nunatak）是南極洲的冰原島峰，位於瑪麗伯德地，處於珀金斯山以西1.9公里，屬於福特山脈中福斯迪克山脈的一部分，由美國研究隊繪入地圖，現時由南極條約體系管理。